# Cerambyx clavipes
Cerambyx clavipes là một loài bọ cánh cứng trong họ Cerambycidae.